# Ignaz Schuster (Geistlicher)
Ignaz Schuster (* 5. Dezember 1813 in Ellwangen (Jagst); † 24. April 1869 in Unterailingen) war ein deutscher Geistlicher und Katechetiker.

## Leben
Schuster empfing 1837 die Priesterweihe. 1838 wurde er zum Repetenten im Theologenkonvikt in Tübingen ernannt, trat die Stelle aber nicht an. 1841 wurde er Pfarrer in Treffelhausen. 1845 gab er den Katechismus der katholischen Religion heraus, der sich am Catechismus Romanus und dem Katechismus von Petrus Canisius orientierte. Zwischen 1846 und 1854 veröffentlichte er in mehreren Bänden das Katechetische Handbuch oder faßliche und gründliche Unterweisung der Jugend in der katholischen Religion. 1847 promovierte er in Freiburg im Breisgau zum Doktor der Theologie. 1857 wurde er Pfarrer in Unterailingen. 1858 veröffentlichte er seine Biblische Geschichte des alten und neuen Testaments für katholische Volksschulen, die auch ins Englische, Französische, Spanische, Polnische und Niederländische übersetzt wurde.

## Werke
- Katechismus der katholischen Religion. Herder, Freiburg im Breisgau 1845.
- (zusammen mit Johannes Bumüller, Bearb.): Bemerkungen zu dem Gebrauch des Lesebuchs für katholische Volksschulen. Herder, Freiburg im Breisgau 1852.
- Katechetisches Handbuch. 5 Bände. Herder, Freiburg im Breisgau 1846‒1854.
- I. Schuster’s Handbuch zur Biblischen Geschichte des Alten und Neuen Testaments: Für den Unterricht in Kirche und Schule, sowie zur Selbstbelehrung. Herder, Freiburg im Breisgau 1847. 2. Aufl., umgearbeitet von J. B. Holzammer. Freiburg im Breisgau, Herder’sche Verlagshandlung 1873. (Digitalisat der 2. Auflage 1873)
- Historisch-geographischer Atlas zu den Lehrbüchern der Weltgeschichte. Fünfundzwanzig colorierte Karten. Herder, Freiburg im Breisgau 1856.
- Geschichte der neuen Zeit für Mittelschulen und zum Selbstunterricht. (Vierte, verbesserte Auflage), Freiburg im Breisgau 1858.
- (zusammen mit Johannes Bumüller, Bearb.): Lesebuch für Volksschulen. 6 Teile. Herder, Freiburg im Breisgau 1861ff.
- (zusammen mit Johannes Bumüller):  Das Lesebuch in der Volksschule. Bemerkungen zu dessen Gebrauche. 3. verm. Auflage, Herder, Freiburg im Breisgau 1861.
- Erdkunde für die Jugend. Aus dem Lesebuch von Bumüller und Schuster. Herder, Freiburg im Breisgau 1865.
- Naturlehre für die Jugend. Aus dem Lesebuch von Bumüller und Schuster. 2. Auflage, Herder, Freiburg im Breisgau 1866.
- Religionsbuch zur Biblischen Geschichte. 2 Bände. Herder, Freiburg im Breisgau 1861‒1865.
- (zusammen mit Johannes Bumüller): Deutsche Fibel. 2 Teile. Neue, illustrierte Ausgabe nach der analytisch-synthetischen Methode bearbeitet von R. Lippert. Herder, Freiburg im Breisgau 1883ff.